# Nadlaktična arterija
Nadlaktična arterija (lat. arteria brachialis) je krvna žila nadlaktice, koja se neposredno nastavlja na tijek pazušne arterije (lat. a. axillaris). Granicu pazušne i nadlaktične arterije čine donji rub velikog oblog mišića (lat. m. teres major) odnosno velikog prsnog mišića (lat. m. pectoralis major).

## Tijek
Nadlaktična arterija teče uglavnom površno s prednje strane nadlaktice, prekrivena samo kožom i vezivnom ovojnicom nadlaktice. Prate ju dvije prateće vene (lat. venae comitantes a. brachialis). U području lakatne jame (lat. fossa cubiti) se dijeli na dvije završne grane:
- palčana arterija (lat. arteria radialis)
- lakatna arterija (lat. arteria ulnaris)

Nadlaktična arterija daje i sljedeće postranične grane:
- arteria profunda brachii (lat.)
- arteria collateralis ulnaris superior (lat.)
- arteria collateralis ulnaris inferior (lat.)
- velik broj grančica za okolne mišiće

## Topografski odnosi

#### Ispred:
- vezivna ovojnica nadlaktice (proksimalno)
- lat. lacertus fibrosus (distalno)

#### Iza:
- medijalna izmeđumišićna pregrada nadlaktice (proksimalno)
- nadlaktični mišić (distalno)

#### Medijalno:
- lakatni živac
- bazilična vena

#### Lateralno:
- kljunastonadlaktični mišić
- dvoglavi nadlaktični mišić (kratka glava)